# کاتارزینا کراوچیک
کاتارزینا کراوچیک (به انگلیسی: Katarzyna Krawczyk؛ زادهٔ ۶ سپتامبر ۱۹۹۰) یک کشتی‌گیر آزادکار کشور لهستان است.
از افتخارات وی می‌توان به کسب مدال برنز مسابقات قهرمانی کشتی جهان ۲۰۲۱ اشاره کرد.